# Ida Becker
Ida Becker   (1832 - 15 de maig de 1897) va ser una compositora alemanya.

## Biografia
Ida Naumann (Becker era el cognom del seu marit) era filla d'un metge, Moritz Naumann; va ser estudiant, a Berlín, d'Albert Becker, al Conservatori Scharwenka de Berlín, i de Friedrich Karl Kiel a la Musikhochschule. Va insistir que es publiquessin les col·leccions de cançons infantils Lieder aus der Kinderwelt  (Cançons del món infantil) i Lieder aus der Märchenwelt (Cançó del món dels contes de fades). Les seves composicions, destinades a la intimitat de la llar i del cercle familiar, van tenir molt èxit en la seva època. Era germana del compositor Emil Naumann, i de Wilhelm Becker, un home cec i benestant. En morir, Ida Becker va deixar la seva fortuna a una fundació per a cecs Ida und Wilhelm Becker-Stiftung.

## Obra
- Tres balades, pour baryton i piano.
  - El castell al costat del mar (Text: Johann Ludwig Uhland)
  - La corona enfonsada (Text: Johann Ludwig Uhland)
  - Balada del fill del rei
- Petites imatges per a cant i piano, op 6
  - Llegenda
  - Casa del jardí
  - Peixet intel·ligent
  - Cansat de volar
  - El petó.
- Cançons del món infantil
  - Cançó de Nadal
  - Avís
  - El nen en terra estrangera
  - Cançó de bressol
  - El joguiner
  - El nen pobre
  - Ball de l'os
  - Ball de ronda infantil; 1881
- Cançons del món dels contes de fades per cant i piano
  - La Caputxeta Vermella canta
  - Els nans es lamenten per Blancaneus
  - Mirall a la paret
  - Sobre l'arbre verd
  - Ventafocs
  - El despertar de la Bella Dorment
- Quatre petites llegendes per a cant i piano, op. 8
  - A la platja del Jordània
  - Un quadre
  - Gorrroja
  - Al Rin
- La nit santa; cant per a solista, cor i piano. op 4; pub Ries & Erler, Berlín 1886
- El rei nan s'asseu al jardí de roses; per a soprano, tenor i piano, op5; pub Ries & Erler, Berlín 1886
- Melodia de ball Dorper: El rossinyol crida als pinsans del bosc; per a soprano i baríton, op9; pub Bote & Bock, Berlín 1893
- Cançons del mar Bàltic; per a veu i piano, op12
  - Jo estic en somnis al Hunengraben
  - És el joc d'Aquari
  - La llum del dia s'esvaeix lentament
  - En una nit blava, sota la llum de la lluna plena
  - Xiula amb un so buit
  - El mar cruixeix suaument
  - Ara la tempesta ha volat pub Bote & Bock, Berlín 1897